# Platychelus hoploides
Platychelus hoploides är en skalbaggsart som beskrevs av Hermann Burmeister 1844. Platychelus hoploides ingår i släktet Platychelus och familjen Melolonthidae. Inga underarter finns listade i Catalogue of Life.